# Thesium rupestre
Thesium rupestre är en sandelträdsväxtart som beskrevs av Carl Friedrich von Ledebour. Thesium rupestre ingår i släktet spindelörter, och familjen sandelträdsväxter. Inga underarter finns listade i Catalogue of Life.